# Municipio de Santa Fe (Kansas)
El municipio de Santa Fe (en inglés: Santa Fe Township) es un municipio ubicado en el condado de Pawnee en el estado estadounidense de Kansas. En el año 2010 tenía una población de 675 habitantes y una densidad poblacional de 7,31 personas por km².

## Geografía
El municipio de Santa Fe se encuentra ubicado en las coordenadas 38°7′50″N 99°11′11″O / 38.13056, -99.18639. Según la Oficina del Censo de los Estados Unidos, el municipio tiene una superficie total de 92.28 km², de la cual 92.28 km² corresponden a tierra firme y (0%) 0 km² es agua.

## Demografía
Según el censo de 2010, había 675 personas residiendo en el municipio de Santa Fe. La densidad de población era de 7,31 hab./km². De los 675 habitantes, el municipio de Santa Fe estaba compuesto por el 79.56% blancos, el 13.78% eran afroamericanos, el 1.19% eran amerindios, el 0.3% eran asiáticos, el 0.3% eran isleños del Pacífico, el 3.7% eran de otras razas y el 1.19% pertenecían a dos o más razas. Del total de la población el 9.33% eran hispanos o latinos de cualquier raza.